# Nitroalkene
| Einteilung der Nitroalkene                                                                   |
| -------------------------------------------------------------------------------------------- |
| Beispiel für eine Nitrogruppe am sp3-hybridisierten Kohlenstoffatom anhand von 3-Nitropropen |
| Beispiel für eine Nitrogruppe am sp2-hybridisierten Kohlenstoffatom anhand von 2-Nitropropen |

Nitroalkene sind eine Gruppe chemischer Verbindungen, welche sowohl eine Nitrogruppe (NO2) als auch eine Alkenylgruppe enthalten.
 Sie können je nachdem, wie das Kohlenstoffatom hybridisiert ist, an das die Nitrogruppe gebunden ist, in zwei Gruppen eingeteilt werden (siehe Tabelle).

## Eigenschaften
Da die Nitrogruppe gleichzeitig stark elektronenziehend (negativer induktiver Effekt) und als elektrophiles Zentrum wenig reaktiv ist, kann an Nitroalkenen, bei denen die Nitrogruppe direkt an ein sp2-hybridisiertes Kohlenstoffatom gebunden ist, eine nucleophile Addition stattfinden.

### Nucleophile Addition
Resultierend aus der hohen Elektronendichte der C=C-Doppelbindung und der elektronenziehenden Wirkung der Nitrogruppe können Nitroalkene einfach nucleophile Additionen eingehen. Nachfolgend ist ein Beispiel dafür gegeben:
Im ersten Schritt addiert dabei ein Hydrid-Anion des Natriumborhydrids an die C=C-Doppelbindung des Nitroalkens 1 unter Ausbildung der einem Enolat-Anion ähnlichen Zwischenstufe 2. Anschließend nimmt dieses ein Proton des Methanols auf und bildet die stabile Nitrogruppe zurück, sodass sich ein Nitroalkan 3 ausbildet.

## Synthese
Die Synthese eines 1-Nitroalk-1-ens kann ausgehend von einem Aldehyd erfolgen:
Dabei reagiert der Aldehyd zunächst unter Zugabe von Nitromethan und Essigsäureanhydrid in Pyridin in einer Aldolreaktion zum Nitroaldol 1. Durch anschließende Wasserabspaltung entsteht das gewünschte 1-Nitroalken 2.

## Natürliches Vorkommen

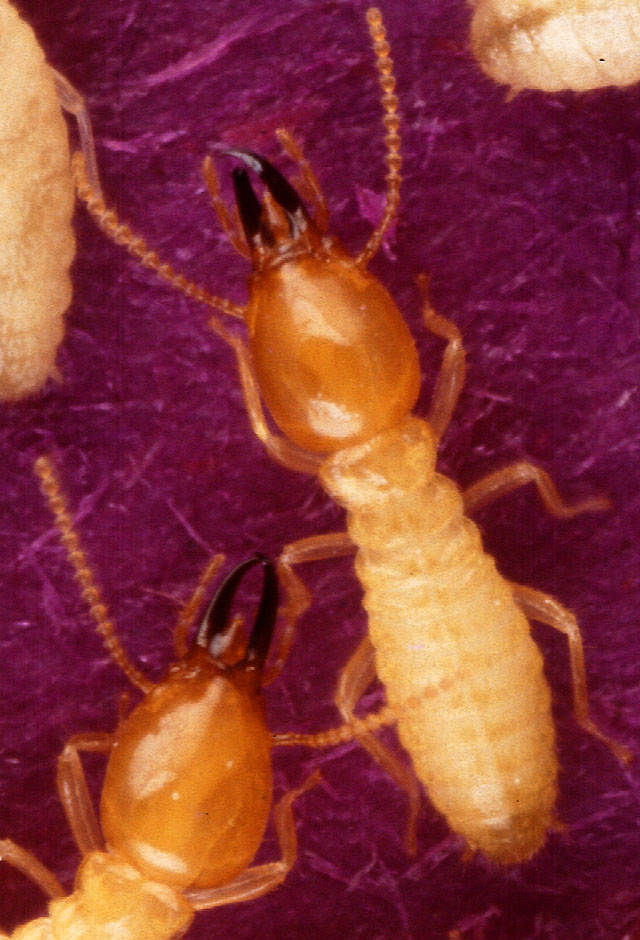
Soldaten aus der Familie der Prorhinotermes, ausgestattet mit extra großem Kopf

Die Soldaten der Termitenspezies Prorhinotermes simplex versprühen das abgebildete Nitroalken, 1-Nitro-1-pentadecen als giftigen Kampfstoff, um ihr Nest zu verteidigen. Die Arbeiter der Spezies sind mit einem Enzym ausgestattet, das die toxischen Nitroalkene zu für die Termiten ungefährlichen Nitroalkanen reduziert, sodass die Soldaten ihre eigenen Arbeiter bei Verteidigungskämpfen nicht verletzen.